# Historia de nuestro cine
Historia de nuestro cine és un programa de televisió setmanal d'Espanya que s'emet els divendres a les 22:00h. en La 2 de TVE.
L'espai ha rebut la Medalla a la labor de promoció del cinema en la 71a. edició (2016) del lliurament de Medalles del Cercle d'Escriptors Cinematogràfics (CEC).

## Format
Estrenat al maig de 2015 es tracta d'un programa cinematogràfic que projecta grans títols del cinema espanyol des dels anys 30 fins a l'actualitat. Presentat per Elena Sánchez Sánchez, coordinat per l'historiador cinematogràfic Luis E. Parés i dirigit per Francisco Quintanar, l'espai compta amb un equip habitual d'experts que introdueix i contextualitza cada pel·lícula. Cada setmana es completa amb un col·loqui on hi participen col·laboradors fixos al costat de figures rellevants del cinema que tinguin relació amb les pel·lícules programades durant aquesta setmana.
En el seu inici les pel·lícules es programaven en funció de blocs temporals: els dilluns es projectaven pel·lícules filmades en les dècades trenta i quaranta; els dimarts les rodades en els cinquanta i seixanta; els dimecres en els anys setanta; els dijous en els anys vuitanta i els divendres en els noranta. Les cinc pel·lícules emeses per setmana tenien un nexe comú que servia com a fil conductor (per exemple "Comèdia", "Cinema de terror", "Cinema bèl·lic"...). Abans de la projecció s'emetia una presentació en la qual la presentadora i un especialista cinematogràfic abordaven aspectes argumentals, tècnics i històrics. Tot il·lustrat amb imatges d'arxiu sobre el llargmetratge, el director i l'any en què es va realitzar. El divendres es completava la programació amb un col·loqui final de 60 minuts moderat per Elena S. Sánchez en el qual participen col·laboradors fixos del programa i convidats relacionats amb el cinema i les pel·lícules projectades durant la setmana.
Des d'octubre de 2018 l'espai va modificar la seva freqüència, fent-la setmanal, en aproximar-se l'emissió de la pel·lícula número 1.000 -prevista al març de 2019- data inicialment programada per a la finalització del programa. D'aquesta manera Historia de nuestro cine s'emet els divendres a partir de les 22:00h programant dues pel·lícules i incloent un col·loqui d'aproximadament 20 minuts de durada.